# 華麗なる追跡 THE CHASER
『華麗なる追跡 THE CHASER』（かれいなるついせき ザ・チェイサー）は、1989年10月7日、日本テレビ系で20:00〜22:00に放送されたスペシャルドラマ。松田優作最後の主演作品で、遺作である。

## 内容
当初は、「世界一速い女」フローレンス・ジョイナー（ソウルオリンピック金メダリスト）と「世界で一番速く走っている様に見せられる男」松田優作の共演というコンセプトであったが、この頃松田は膀胱癌が腰まで進行しており、思うように走れなくなっていたため、脚本や演出に手を加え、かなり改変している。

## スタッフ
- 企画：岡田晋吉（日本テレビ）、小坂敬（日本テレビ）、黒澤満
- プロデューサー：大井紀子（日本テレビ）、初川則夫（日本テレビ）、三浦朗、紫垣達郎
- 監督：村川透
- 脚本：古内一成
- 撮影：坂本典隆
- 照明：宮崎清
- 美術：小澤秀高
- 録音：林鉱一
- 編集：田中修
- 助監督：祭主恭嗣
- 記録：石川和江
- キャスティング：飯塚滋
- 製作担当：川崎隆
- 格闘：國井正廣
- 通訳：川崎直美
- 音楽：梅林茂
- ガン・アドバイザー：BIG SHOT
- 現像：東映化学
- 撮影協力：ユナイテッド航空、CEI、日本無線、NEW MGC、リステル新宿
- 協力：三菱自動車工業
- 制作：日本テレビ、セントラル・アーツ

## キャスト
兼城直也：松田優作
外事第二課の刑事。タムの宿泊していた部屋に残されたトランクを調べ、下着だけが入っていないことから、解決されたかに思われた事件に疑問を持つ。キャンプ地で一人悲しみにくれるティファニーの手を優しく握る。
ティファニー・ロバーツ - フローレンス・ジョイナー
元オリンピック陸上競技の金メダリストで、今はスポーツジャーナリスト。AT702便の事故で、息子を失う。タムとは３年前に知り合い、友達になる。生活が苦しいことから、タムは実の息子であるクリスを養子に出し、ティファニーはクリスを養子として迎える。ヘンリーにトニー・ブラウンとアーサーケインは何らかのつながりがあると言う。
中井俊平：香川照之
兼城の同僚。吉田と名乗るエドワーズの一味に誘い出され、ガス爆発に巻き込まれ、入院するが一命を取り留め、退院。エンディングで兼城らとカヌーで渓流下りをし、河原でバーベキューパーティーをしている。
リチャード・ゲイル - チャック・ウィルソン
兼城の旧友で、CIAの情報管理官。実は有力な大統領候補であるアメリカの上院議員ケインに頼まれ、CIAは関係なしで個人的にケインに協力し、重要な証人である俊平をガス爆発に巻き込み、秘密を知った兼城とティファニーをエドワーズの一味を使って殺そうとした。
山下章弘 - 山西道広
兼城の同僚。かつて事件に巻き込まれた際、妻を亡くしている。
ジミー - 山谷初男
兼城の同僚。ホテルの部屋に残されたタイ語のメモを訳し、読む。かつて事件に巻き込まれ身内を亡くしている。また、タイ人女性とも暮らしていた。
ヘイジ - ポール牧
兼城の同僚で、"ヘイジさん"と呼ばれている。冒頭、山下とチェスに興じている。落ち込むティファニーをチェスに誘うが、断られる。かつて事件に巻き込まれ身内を亡くしている。
関 - 伊藤洋三郎
兼城の同僚。タムの遺体発見後、山下と出入国管理事務所に行き、その後犯人を目撃した男から、タムの替え玉とアメリカ人を目撃したことを聞く。
ゴ・ナムディン - 坂本長利
芳蘭の夫で、ベトナム人。兼城に、難民（ボートピープル）であるタムは絶対犯人ではない、そんなことをしたら、他のアジア人が自分と同じベトナム人を良く見なくなる、難民を引き取る国が無くなってしまうと言う。
朱芳蘭 - 沢たまき
兼城たちのキャンプ地に来ている移動レストラン"芳蘭亭"の主人。兼城に"芳蘭亭のゴッドママ"と言われる。悲しみにくれるティファニーに、みんな悩みや悲しみを背負ってる、だから精一杯楽しく生きようとしてる、人にも優しくなれると言い、励ます。
朱香玉 - 和久井映見
芳蘭の娘。ティファニーと一緒にいる兼城に嫉妬している。
松本由紀子 - 中村あずさ
俊平の恋人。
リー・シャルク - 芥正彦
兼城の旧友で、タイ警察の警官。タムに会いに来た兼城を裏切るが、タイの犯人グループに口を封じられる。今わの際、兼城に自身の裏切りを詫びた。
ヘンリー平沢：マイク真木
ロス市警の刑事で、兼城の知り合い。俊平がガス爆発に巻き込まれた後、ホテルマンとティファニーの宿泊している部屋を訪ね、ドアを開けようとするが、爆発に巻き込まれる。ちなみにティファニーはその頃自宅にいて、無事だった。
犯人を目撃した男：榎木兵衛
事件のあった日、タムの宿泊していたホテルの非常階段を上っていく白人と、タムの替え玉を目撃したと証言するリサイクル業者。
ホテルのフロント係：中丸新将
タムが潜伏していたホテル、リステル新宿のフロント係。兼城らにタムがホテルに宿泊していたことを証言する。
田川敬三巡査部長：角野卓造
外事第二課部長刑事。兼城には"田川"と呼び捨てで呼ばれる。外事第二課の室内がタバコの煙で充満するほどのヘビースモーカー。
小田切達夫課長：小林稔侍
外事第二課長。兼城たちの理解者であり、"ギリさん"と呼ばれる。かつて事件に巻き込まれ、身内を亡くしている。
信実一徳
芹明香
東郷恵利香
堀勉

## ストーリー
成田発バンコク行きの旅客機AT702便がバンコク南のシャム湾上空で爆発。警視庁公安部外事第二課に所属する兼城（松田優作）とその同僚たちは、爆破の実行犯と思われるタイ人女性、タムが宿泊するホテルに踏み込むが、タムはホテルの浴室で既に死亡。室内に残されていたメモには、AT702便に時限爆弾を仕掛け、ベトナムの外務大臣を殺害する計画が記されていた。兼城は単身バンコクに渡り、調査を試みるも目立った収穫はなく、その間にタイ政府が正式にタムを犯人と発表。事件は解決したかに思われたが、兼城はその裏に巨大な陰謀の影を感じ取っていた。その夜、友人のCIAエージェントであるゲイル（チャック・ウィルソン）とクラブで接触した際、兼城はスポーツジャーナリストのティファニー・ロバーツ（フローレンス・ジョイナー）に出会う。ティファニーの幼い養子クリスは墜落事件の犠牲者の一人であり、容疑者のタムはクリスの実母であった。ティファニー曰く、タムはクリスをタイで出迎えた後、母子二人でロサンゼルスへ移住する計画だったという。クリスの復讐とタムの無実を晴らすべく独自に事件の調査を進めるティファニー、そしてタムの足取りを追って再びタイへ渡った兼城は、やがて巨大な国際的陰謀に巻き込まれていく。

## 補足
- 撮影が全て終わり、松田優作は1989年9月28日、西窪病院に入院する。もうすでに一人では歩けない状態だった。
- 後に共演者のポール牧が、撮影中に5回近く、松田優作の腰をマッサージして、普通の腰の痛みではなかったとコメントしている。
- 前述のストーリーの改変で一部のスタッフからは優作に対して不満が出ていたが、優作の死後に病気（膀胱癌）の事実を知り、全員不満を出したことを後悔したという。
- 松田優作は今作まで運転免許を持っていなかったのだが、映画「ブラック・レイン」の撮影終了後に自動車教習所に通い、運転免許を取得した。そのため今作では松田優作が車を運転するシーンの大半は優作本人が運転している。